# Palazzo Maruscelli Lepri
Palazzo Maruscelli Lepri é um palácio rococó localizado na esquina da Via dei Condotti com a Via Mario dei Fiori, no rione Campo Marzio de Roma. De atribuição incerta, este palácio apresenta linhas graciosas e decorações refinadas e foi construído por volta de 1660 e, assim como muitos outros palácios no século XVIII, foi transformado para abrigar a família dos proprietários no piso nobre e apartamentos para aluguel nos demais andares. Dos Maruscelli, o edifício passou aos Lepri, uma família milanesa de ricos comerciantes, e depois para a marquesa Maria Cristina Bezzi-Scala, segunda mulher do físico e inventor do rádio Guglielmo Marconi, que ali viveu até 1937 como recorda uma placa afixada na fachada.